# Топан (Нижегородская область)
Топа́н — деревня в Воскресенском районе Нижегородской области. Входит в состав Владимирского сельсовета.

## География
Находится в 12 км от административного центра сельсовета. Имеет две улицы: Колхозная и Новая.

## Население
| 1999 | 2002 | 2010 |
| ---- | ---- | ---- |
| 28   | ↗40  | ↘19  |

По данным на 1999 год, численность населения составляла 28 чел.